# Coptorhina klugi
Coptorhina klugi är en skalbaggsart som beskrevs av Hope 1833. Coptorhina klugi ingår i släktet Coptorhina och familjen bladhorningar. Inga underarter finns listade i Catalogue of Life.